# U.S. National Championships 1911
Gli U.S. National Championships 1911 (conosciuti oggi come US Open) sono stati la 31ª edizione degli U.S. National Championships e quarta prova stagionale dello Slam per il 1911. I tornei maschili si sono disputati al Newport Casino di Newport, quelli femminili e il doppio misto al Philadelphia Cricket Club di Filadelfia, negli Stati Uniti.
Il singolare maschile è stato vinto dallo statunitense William Larned, che si è imposto sul connazionale Maurice McLoughlin col punteggio di 6–4, 6–4, 6–2. Il singolare femminile è stato vinto dalla statunitense Hazel Hotchkiss Wightman, che ha battuto in finale in tre set la connazionale Florence Sutton. Nel doppio maschile si sono imposti Raymond Little e Gustav Touchard. Nel doppio femminile hanno trionfato Hazel Hotchkiss e Eleonora Sears. Nel doppio misto la vittoria è andata a Hazel Hotchkiss, in coppia con Wallace Johnson.

## Seniors

### Singolare maschile
William Larned ha battuto in finale  Maurice McLoughlin con il punteggio di 6–4, 6–4, 6–2.

### Singolare femminile
Hazel Hotchkiss Wightman ha battuto in finale  Florence Sutton con il punteggio di 8–10, 6–1, 9–7.

### Doppio maschile
Raymond Little /  Gustav Touchard hanno battuto in finale  Fred Alexander /  Harold Hackett con il punteggio di 7–5, 13–15, 6–2, 6–4.

### Doppio femminile
Hazel Hotchkiss /  Eleonora Sears hanno battuto in finale  Dorothy Green /  Florence Sutton con il punteggio di 6–4, 4–6, 6–2.

### Doppio misto
Hazel Hotchkiss /  Wallace Johnson hanno battuto in finale  Edna Wildey /  Morris Tilden con il punteggio di 6–4, 6–4.